# 吉澤裕
吉澤 裕（よしざわ ゆたか、1951年2月14日 -  ）は、日本の外交官。内閣官房内閣審議官、中国公使、駐フィジー兼キリバス兼ツバル兼ナウル兼バヌアツ兼トンガ特命全権大使を経て、駐南アフリカ共和国特命全権大使。

## 人物
東京都出身。1974年東京大学法学部を卒業し外務省入省。
1975年から1977年まで英語研修（オックスフォード大学）。1984年在インド大使館、1985年から在アメリカ合衆国大使館。
国連局人権難民課長のまま、1991年に内閣官房内閣審議官併任。国際連合平和維持活動等に対する協力に関する法律策定に尽力し、内閣法制局との交渉にあたった。
1993年から在ニューヨーク総領事館、1996年から在南アフリカ大使館。1998年に在中国大使館公使に就任、国際交流基金総務部長を経て、2004年シカゴ総領事。 2008年フィジー駐箚特命全権大使。キリバス兼ツバル兼ナウル兼バヌアツ兼トンガ駐箚大使兼任。2012年南アフリカ共和国特命全権大使兼駐ナミビア特命全権大使兼駐スワジランド特命全権大使兼駐レソト特命全権大使。

## 同期入省
- 佐々江賢一郎（12年駐米大使・10年外務事務次官・08年政務担当外務審議官）
- 林景一（11年駐英大使・08年内閣官房副長官補・08年駐アイルランド大使）
- 小田部陽一（11年ジュネーブ国際機関政府代表部大使・08年経済担当外務審議官）
- 吉川元偉（13年国連大使・10年OECD大使・09年アフガニスタン・パキスタン支援担当大使・06年駐スペイン大使）
- 高松明（11年駐スロバキア大使・科学技術振興機構理事・06年駐キューバ大使）
- 石田仁宏（08年駐アルゼンチン大使・05年駐ペルー大使・72年語学研修員採用、74年外務省公務員採用上級試験に合格して再入省）
- 四宮信隆（10年駐ポルトガル大使・07年駐ドミニカ共和国大使）
- 原田親仁（16年日露関係担当大使・11年駐露大使・08年駐チェコ大使）
- 目賀田周一郎（11年駐メキシコ大使・08年駐ペルー大使）
- 卜部敏直（11年駐フィリピン大使・07年駐アイルランド大使）
- 遠藤茂（09年駐サウジアラビア大使・07年駐チュニジア大使）
- 多賀敏行（12年駐ラトビア大使･09年駐チュニジア大使）
- 斉藤隆志（10年駐ミャンマー大使・06年駐セネガル大使）
- 城田安紀夫（10年駐ノルウェー大使・07年駐イラン大使・04年イラク復興支援等調整担当大使・01年駐カタール大使）
- 山本忠通（12年駐ハンガリー大使・10年アフガニスタン・パキスタン支援担当大使・08年ユネスコ日本政府代表部大使）
- 山中誠（11年駐ポーランド大使・10年科学技術担当大使・07年駐シンガポール大使）
- 佐藤重和（12年駐タイ王国大使・10年駐オーストラリア大使）
- 中根猛（12年駐独大使・09年ウィーン国際機関代表部大使）
- 黒木雅文（13年駐セルビア大使・09年駐カンボジア大使）
- 西ヶ廣渉（14年宮内庁宮務主管・12年駐ルクセンブルク大使・09年駐リビア大使）
- 貞岡義幸（10年駐パラオ大使）
- 寒川富士夫（10年駐マラウイ大使）
- 沼田幹男（12年駐ミャンマー大使・11年外務省領事局長）
- 白石和子（12年駐リトアニア大使）
- 高橋二雄（13年駐アゼルバイジャン大使）
- 小池孝行（13年駐キルギス大使）
- 中北徹（07年アジア・ゲートウェイ戦略会議座長代理）